# Integrationskursverordnung
Die Integrationskursverordnung der Bundesregierung regelt das Grundangebot zur Integration in das wirtschaftliche, kulturelle und gesellschaftliche Leben in der Bundesrepublik Deutschland, um die Eingliederungsbemühungen von Ausländern zu unterstützen.
Ziel eines Integrationskurses ist, den Ausländern die Sprache, die Rechtsordnung, die Kultur und die Geschichte in Deutschland erfolgreich zu vermitteln. Ausländer sollen dadurch mit den Lebensverhältnissen im Bundesgebiet so weit vertraut werden, dass sie ohne die Hilfe oder Vermittlung Dritter in allen Angelegenheiten des täglichen Lebens selbständig handeln können (§ 43 Abs. 2 AufenthG).
Rechtsgrundlage für die Integrationskursverordnung ist § 43 Abs. 4 AufenthG. Die Einzelheiten über Kursinhalte oder die Anpassung an aktuelle Bedarfslagen werden auf dem Dialogforum 7 „Sprache – Integrationskurse“ des Nationalen Aktionsplans Integration unter Federführung des Bundesinnenministeriums (BMI) erarbeitet.
Gem. § 1 IntV hat das Bundesamt für Migration und Flüchtlinge (BAMF) die Durchführung der Integrationskurse zu gewährleisten.

## Entstehung
Die Integrationskursverordnung beruht auf einem Verordnungsentwurf des Bundesministeriums des Innern. Vor der Ausarbeitung des Entwurfs führte das BMI eine Expertenbeteiligung im Rahmen einer Seminarveranstaltung durch. Im Juni 2004 wurden unter Beteiligung der Bundesressorts, von Wissenschaft, Ländern, kommunalen Spitzenverbänden und Trägern von Integrationsmaßnahmen in themenbezogenen Workshops die inhaltliche Ausgestaltung des Integrationskurses und der Prüfungen sowie das Zulassungsverfahren diskutiert. Mit der Verordnung wird der dabei erzielte Konsens in der Debatte um die Sprachförderung wie größere Transparenz und Einheitlichkeit des Kursaufbaus einschließlich der Möglichkeit einer Abschlussprüfung umgesetzt.

## Aufbau und Regelungen
Die IntV gliedert sich in fünf Abschnitte und regelt insbesondere die Rahmenbedingungen für die Teilnahme (§§ 4 ff. IntV), Struktur, Dauer und Inhalt der Kurse (§§ 10 ff. IntV) sowie die Anforderungen an die Kursträger (§§ 18 ff. IntV).

### Rahmenbedingungen
Teilnahmeberechtigt sind Ausländer, die sich rechtmäßig und dauerhaft im Bundesgebiet aufhalten (§ 44, § 44a AufenthG) sowie Spätaussiedler (§§ 4, 7, 9 BVFG) und Unionsbürger (§ 11 Abs. 1 Freizügigkeitsgesetz, § 2 IntV) mit ihren Familienangehörigen, es sei denn, es besteht ein erkennbar geringer Integrationsbedarf. Das ist in der Regel der Fall bei wissenschaftlich qualifizierten Ausländern mit ausreichenden Sprachkenntnissen, insbesondere wenn sie eine ihrer Qualifikation entsprechende Erwerbstätigkeit ausüben und bei Personen, die ihren Lebensunterhalt auf sonstige Weise ohne staatliche Hilfe bestreiten können. Von einem besonderen Integrationsbedarf ist dagegen auszugehen bei Erwachsenen ohne ausreichende deutsche Sprachkenntnisse, die für ein in Deutschland lebendes minderjähriges Kind personensorgeberechtigt sind. Besonders integrationsbedürftige Personen kann die Ausländerbehörde zur ordnungsgemäßen Teilnahme an einem Integrationskurs verpflichten (§ 44a Abs. 1 AufenthG). Diese Verpflichtung ist gegebenenfalls mit Mitteln des Verwaltungszwangs durchsetzbar (§ 44a Abs. 3 AufenthG).
Auf Antrag lässt das BAMF die Teilnahme zu und berücksichtigt dabei die individuelle Dringlichkeit sowie die Erfolgsaussichten der Integration (Integrationsbedürftigkeit, § 5 IntV). Die Teilnahme kann erstmals oder zur einmaligen Wiederholung von maximal 300 Unterrichtsstunden des Sprachkurses nach erfolglosem Sprachtest beantragt werden. Nach der Zulassung melden sich die Teilnahmeberechtigten direkt bei einem Kursträger zur Teilnahme an. Zwischen den beteiligten Stellen (Ausländerbehörde, Träger der Grundsicherung für Arbeitsuchende, Bundesverwaltungsamt, Kursträgern und BAMF) findet zu Koordinierungs- und Kontrollzwecken ein umfangreicher Datenaustausch über die Anmeldungen, den Kursbeginn, die Kursdurchführung sowie die Identität und ordnungsgemäße Teilnahme der zur Teilnahme verpflichteten Ausländer statt (§ 8 IntV).
Ob und inwieweit von den Teilnehmern ein Kostenbeitrag zu leisten ist, beurteilt sich nach § 9 IntV in Verbindung mit der Übergangsregelung für Anmeldungen vor dem 1. Januar 2016 in § 20 IntV.

### Kursträger
Um ein flächendeckendes und bedarfsorientiertes Angebot an Integrationskursen im gesamten Bundesgebiet sicherzustellen, bedarf die Durchführung von Integrationskursen einer besonderen Zulassung durch das BAMF, das Zuverlässigkeit, Leistungsfähigkeit und Qualität des Anbieters prüft. Dazu sind bereits im Zulassungsantrag ausführliche Angaben zu machen (§ 19 IntV). Die Zulassung wird durch das Zertifikat „Zugelassener Träger zur Durchführung von Integrationskursen nach dem Zuwanderungsgesetz“ widerruflich bescheinigt und auf längstens fünf Jahre befristet. Nach Fristablauf ist ein Wiederholungsantrag erforderlich, über den in einem vereinfachten Verfahren entschieden werden kann (§ 20 IntV).
Zur Abnahme von Prüfungen im „Deutsch-Test für Zuwanderer“ sowie des Tests „Leben in Deutschland“ und die Durchführung des Einstufungstests bedarf es einer besonderen Zulassung. Diese kann abhängig vom örtlichen Bedarf auch Antragstellern, die nicht als Integrationskursträger zugelassen sind, erteilt werden. Die Zulassung wird durch das Zertifikat „Zugelassener Träger zur Durchführung von Integrationskurstests“ ebenfalls für längstens fünf Jahre bescheinigt.